# Запис дуд код цркве (Дубље)
Запис дуд код цркве (Дубље) се налази на парцели чији је власник Земљорадничка Задруга "Свилајнац".

## Локација
| Општина             | Свилајнац                                                                   |
| Катастарска општина | Дубље                                                                       |
| Потес               | Хиландарска                                                                 |
| Координате          | 44° 12′ 26″ С; 21° 12′ 24″ И / 44.207299999999996° С; 21.206800000000001° И |
| Надморска висина    | 137m                                                                        |

## Карактеристике
Дендрометријске вредности утврђене на терену и сателитским снимцима:
| Стабло                     | Дуд |
| Висина стабла              | m   |
| Обим дебла                 | m   |
| Пречник крошње             | 16m |
| Пречник дебла              | m   |
| Висина дебла до прве гране | m   |

## База записа
Запис је у оквиру Викимедија пројекта "Запис - Свето дрво" заведен под редним бројем 1146.